# Jens Frehse
Jens Frehse (* 28. Oktober 1943 in Stettin) ist ein deutscher Mathematiker mit dem Arbeitsgebiet Partielle Differentialgleichungen.

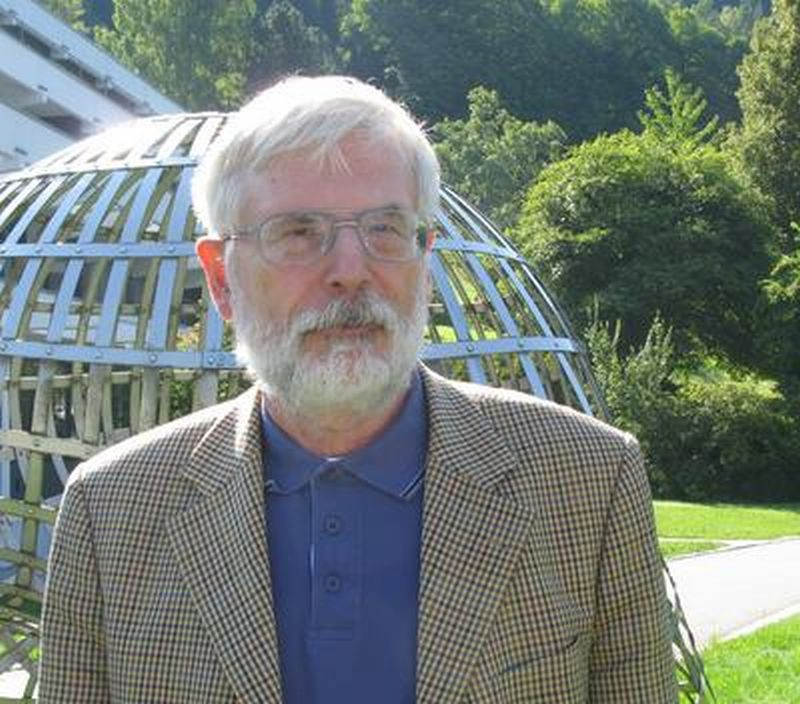
Jens Frehse, Oberwolfach 2009

## Leben und Werk
Er studierte ab 1963 an der Johann Wolfgang Goethe-Universität Frankfurt am Main und wurde dort 1968 bei Friedrich Stummel und Harro Heuser promoviert (Existenz und Konvergenz von Lösungen nichtlinearer elliptischer Differenzengleichungen und zugehöriger Variationsprobleme). Nach Assistenzzeit in Frankfurt und einem Jahr an der Universität Rom habilitierte er sich im Jahr 1970, verbrachte dann ein Jahr an der Universität Pisa und hatte eine Lehrstuhlvertretung in Heidelberg (1972/73) sowie eine Stelle als Visiting Associate Professor in Berkeley inne. 1973 wurde er Professor an der Universität Bonn. Er war dort bis 2010 Leiter der Abteilung für Angewandte Analysis am Institut für Angewandte Mathematik.
Frehses Forschungsschwerpunkte sind elliptische und parabolische Systeme, Variationsrechnung sowie Optimierung. Unter anderem untersuchte er als Erster Variationsungleichungen höherer Ordnung. Er ist Autor eines Lehrbuchs und von über 120 Publikationen. Zu seinen Koautoren zählen Josef Málek und  Alain Bensoussan. Bei Frehse haben (bis zum Jahr 2009) 21 Mathematiker promoviert, unter ihnen Michael Struwe und Hans Georg Bock.
1991 erhielt Frehse den Gay-Lussac-Humboldt-Preis.

## Schriften
- Capacity methods in the theory of partial differential equations, Jahresbericht der DMV 84, 1–44, 1982
- Mit A. Bensoussan: Regularity results for nonlinear elliptic systems and applications. Springer, 2002, ISBN 3-540-67756-9, doi:10.1007/978-3-662-12905-0
- (als Editor, mit Diethard Pallaschke und U. Trottenberg) Special topics of applied mathematics. Functional analysis, numerical analysis and optimization, Proceedings of the Seminar held at the Gesellschaft für Mathematik und Datenverarbeitung, North-Holland, Amsterdam-New York, 1980